# Municipio de Saratoga (condado de Marshall)
El municipio de Saratoga (en inglés: Saratoga Township) es un municipio ubicado en el condado de Marshall en el estado estadounidense de Illinois. En el año 2010 tenía una población de 286 habitantes y una densidad poblacional de 3,07 personas por km².

## Geografía
El municipio de Saratoga se encuentra ubicado en las coordenadas 41°6′6″N 89°35′3″O / 41.10167, -89.58417. Según la Oficina del Censo de los Estados Unidos, el municipio tiene una superficie total de 93.14 km², de la cual 92,98 km² corresponden a tierra firme y (0,17 %) 0,16 km² es agua.

## Demografía
Según el censo de 2010, había 286 personas residiendo en el municipio de Saratoga. La densidad de población era de 3,07 hab./km². De los 286 habitantes, el municipio de Saratoga estaba compuesto por el 96,15 % blancos, el 1,05 % eran afroamericanos, el 1,75 % eran de otras razas y el 1,05 % eran de una mezcla de razas. Del total de la población el 2,8 % eran hispanos o latinos de cualquier raza.